# Inga-Kultur
Die  paläoindianische Inga-Kultur war ein frühholozäner Siedlungskomplex im nördlichen Zentralteil Ecuadors. Sie gehört zur Präkeramischen Periode und verlief in etwa zeitgleich mit der Las-Vegas-Kultur.

## Etymologie und Typlokalität
Die Inga-Kultur ist nach ihrem eponymen Fundort El Inga benannt worden. Sein Name leitet sich vom Río Inga ab, einem Seitenfluss des Chiché, der seinerseits nach Norden in den Guayllabamba fließt. Die südöstlich von Tumbaco bei Quito anzutreffende Freilichtfundstätte – ein riesiger, an einem Einschnitt (span. quebrada) des Río Inga im Nordosten des Cerro-Llaló-Vulkans gelegener Obsidian-Abschlagplatz mit mehr als 80.000 Artefakten – ist eingebettet in vulkanische Tuffe und kann in drei stratigraphische Niveaus unterteilt werden. Sie war 1956 vom US-amerikanischen Geologen Allan Graffham entdeckt worden.

## Funde
Gefunden wurden in El Inga die aus Obsidian-Abschlägen gewonnenen, kannelierten, „fischschwanzartigen“ (engl. fish tail points) Riefenspitzen. Diese, im unteren Niveau auftretenden, charakteristischen Projektilspitzen wurden auf 7000 v. Chr. datiert. Ihr vulkanisches Rohmaterial stammte aus zwei Quellen östlich von Quito. Basalt als Ausgangsmaterial wurde hingegen nur selten verwendet. Keramikreste sind spärlich.
Als Durchläufer fungieren Klingen, Schaber, Kratzer und angewinkelte Bohrer. Die so genannten Ayampitin-Spitzen (Blattspitzen) befinden sich nur im mittleren und oberen Niveau. Erst im oberen Niveau treten dann Stielspitzen (engl. stemmed points) hinzu, welche auch in der Fell’s Höhle im südchilenischen Patagonien anzutreffen sind.
Zweifellos besitzen die Fischschwanzspitzen eine sehr große Ähnlichkeit mit den Projektilspitzen der nordamerikanischen Clovis-Kultur. Sie sind aber nicht auf El Inga beschränkt, sondern weit über den südamerikanischen Kontinent verstreut anzutreffen. Umstritten ist nach wie vor, ob diese Steinwerkzeuge unmittelbar von Nordamerika eingeführt oder ob sie von einer bereits ansässigen Urbevölkerung Südamerikas konzeptuell aufgegriffen und kopiert wurden (wobei Befürworter einer relativ jungen Besiedlung Südamerikas folgerichtig die erste These unterstützen).

## Datierung
Bisherige Radiokohlenstoffalter sind alle jünger als 8000 Jahre BP bzw. 6050 Jahre v. Chr. Sämtliche Experten gestehen der Inga-Kultur jedoch durchaus ein höheres Alter zu (bis 7000 v. Chr. und älter, gelegentlich wird auch der Zeitraum 9050 bis 6050 v. Chr. in Betracht gezogen).